# هيمير

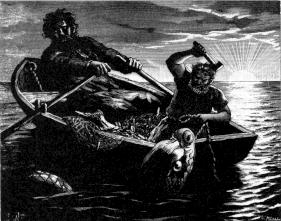
هيمير، ثور ويورمونغاند. صورة توضيحية من الطبعة السويدية لكتاب نثر إيدا لنيلز فريدريك ساندر عام 1893.

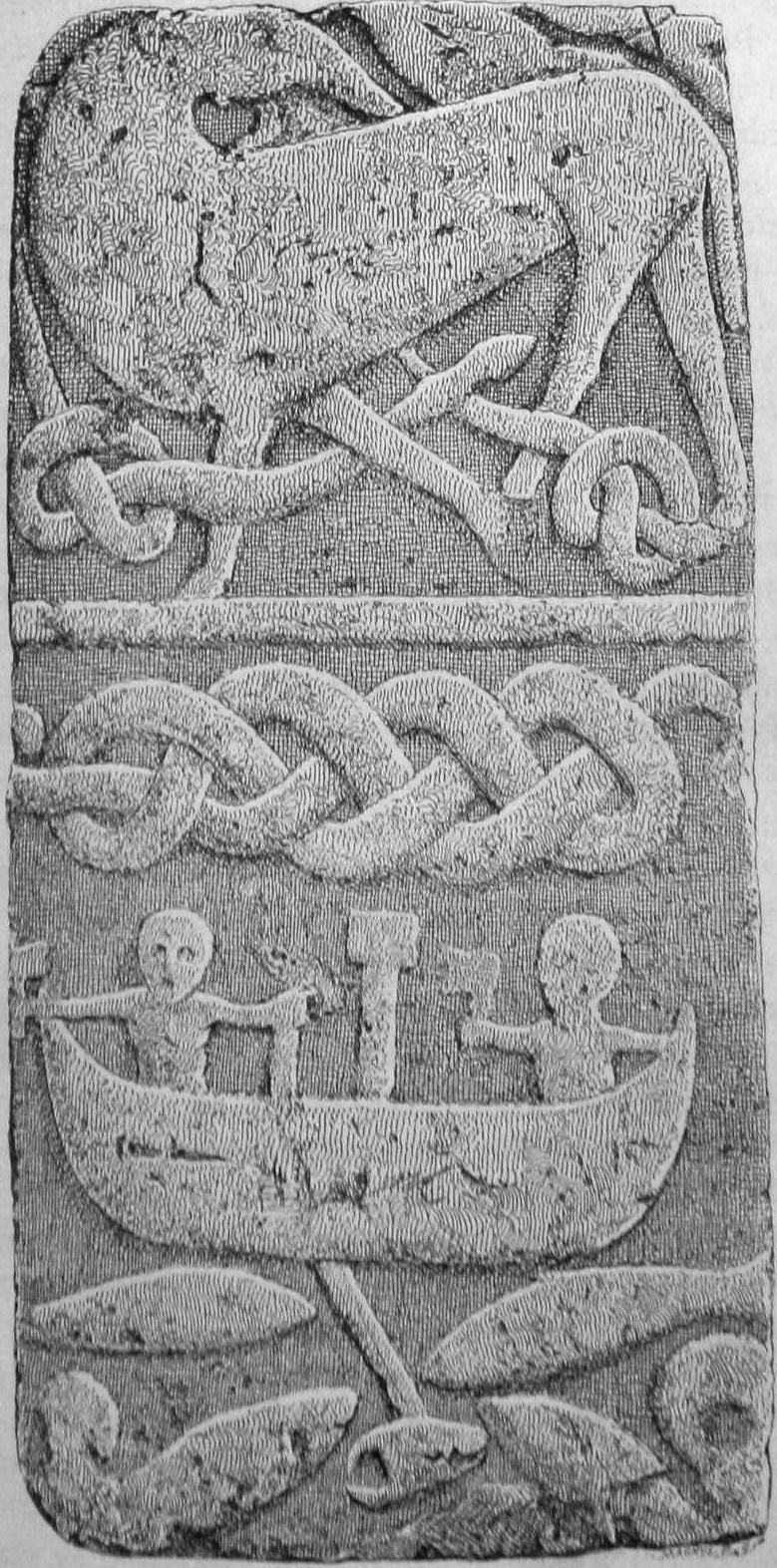
هيمير وثور على صليب جوسفورث

هيمير ( النرويجية القديمة :/ˈhymez̠/) هو عملاق في الأساطير الإسكندنافية، ومالك مرجل تخمير أحضره إله الرعد ثور لإيجير، الذي يريد إقامة وليمة لـ إيسير (الآلهة). في هيميسكفيدا ‏، تم تصوير هيمير على أنه والد تير، ولكن في سكالدسكابارمال ‏، أودين هو والد تير.

## الأسم
أصل أسم هيمير في اللغة النوردية القديمة لا يزال غير واضح. ربما يكون مرتبطًا بالكلمة النرويجية humen ("مرهق، متعب") أو humre ("الصهيل"؛ قارن مع اللغة الألمانية العليا الوسطى hummen التي تعني "الطنين"). وقد اقترح آندي أوركارد ترجمة الإسم إلى "الزاحف".
يُستخدم إسم هيمير غالبًا في شعر الكينينغز ‏ كوصف للجوتنار.

## الشهادات

### هيميسكفيدا وغيلفاجينينغ
قصيدة هيميسكفيدا تحكي كيف حصل ثور وتير على المرجل من هيمير. جمجمة هيمير صلبة بشكل غير عادي، ويقوم ثور بكسر كوب عن طريق رميه على رأس هيمير.
قصيدة هيميسكفيدا تحكي أيضًا عن صيد ثور ليورمونغاند، ثعبان ميدغارد. يذهب ثور للصيد مع هيمير، مستخدمًا رأس أفضل ثور لهيمير كطعم، ويمسك يورمونغاند، الذي بعدها إما يتحرر بنفسه أو، كما جاء في نثر إيدا، يتم تحريره بواسطة هيمير. يقدم نثر إيدا تفاصيل إضافية مفادها أنه بينما كان ثور يحاول سحب يورمونغاند، أخترقت قدماه قاع القارب.
تم تصوير هيمير في قصيدة هيميسكفيدا أيضًا كعملاق وأب الإله تير. ويشير الباحث جون ليندو إلى أن هذا قد يكون حالة فريدة في الأساطير الإسكندنافية، لأن لوكي أيضًا لديه أب عملاق، فاربوتي، لكنه يُعتبر فقط أحد آلهة الإيسر كما يقول سنوري ستورلسون في غيلفاجينينغ، وبالتالي ليس جزءًا فعليًا من مجموعتهم.

### صور الحجارة
يبدو أن اللقاء بين ثور ويورمونغاند كان أحد أكثر المواضيع شهرة في الفن الإسكندنافي. وقد ارتبطت ثل اثة أحجار مصوّرة بالقصة وتُظهِر هيمير: أحجار صورة أردري ‏، حجر هوردوم ‏، وصليب جوسفورث ‏. لوح حجري قد يكون جزءًا من صليب ثانٍ في جوسفورث يُظهر أيضًا مشهد صيد يستخدم رأس ثور كطعم. تم تصوير الأسطورة أيضًا على حجر ألتونا الروني، لكن صورته لا تظهر هيمير، وربما يرجع ذلك إلى الشكل الضيق لذلك الحجر.

### فهرس
- de Vries، Jan (1962). Altnordisches Etymologisches Worterbuch (ط. 1977). Brill. ISBN:978-90-04-05436-3.
- Lindow, John (2001). Norse Mythology: A Guide to Gods, Heroes, Rituals, and Beliefs (بالإنجليزية). Oxford University Press. ISBN:978-0-19-983969-8. Archived from the original on 2024-12-20.
- Orchard، Andy (1997). Dictionary of Norse Myth and Legend. Cassell. ISBN:978-0-304-34520-5.